# 里瓦達維亞 (聖胡安省)

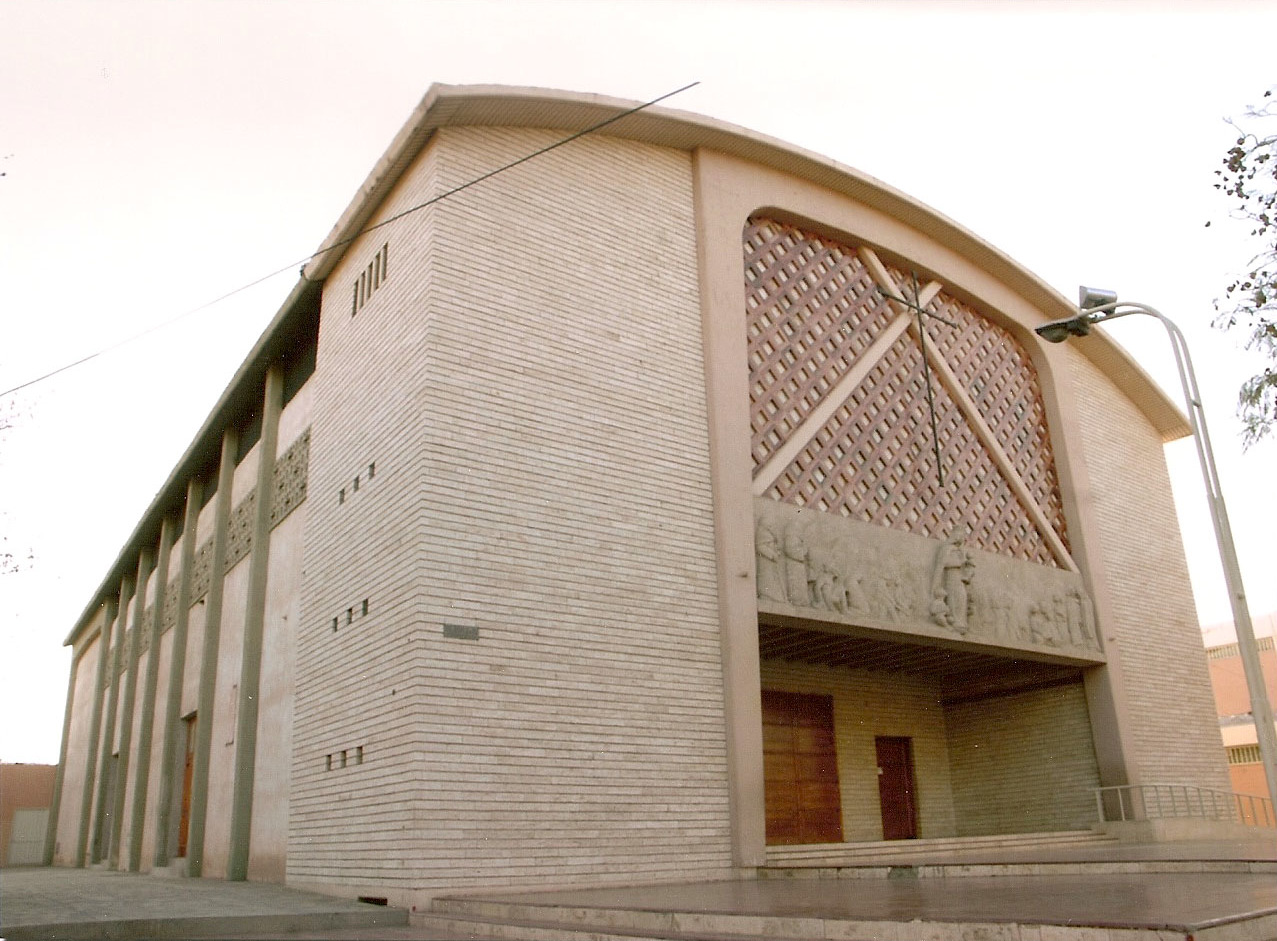
里瓦達維亞

里瓦達維亞（西班牙語：Rivadavia），是阿根廷的城鎮，位於該國西部聖胡安省，是里瓦達維亞縣的首府，始建於1909年，該地區的地震活動頻繁和低強度，2010年人口82,985。